# 구성주의 건축

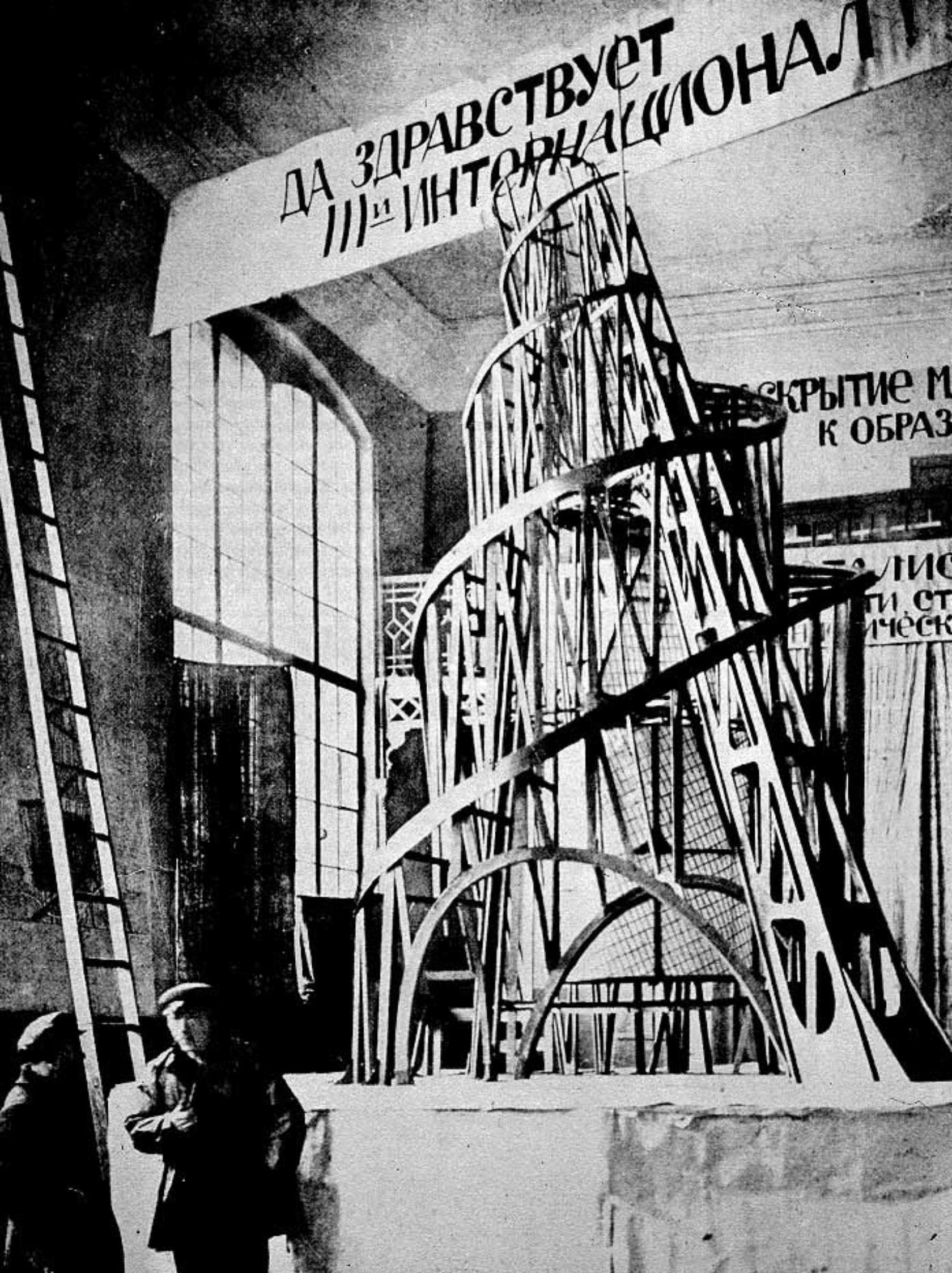
1919년 블라디미르 타틀린의 제3인터내셔널 기념탑

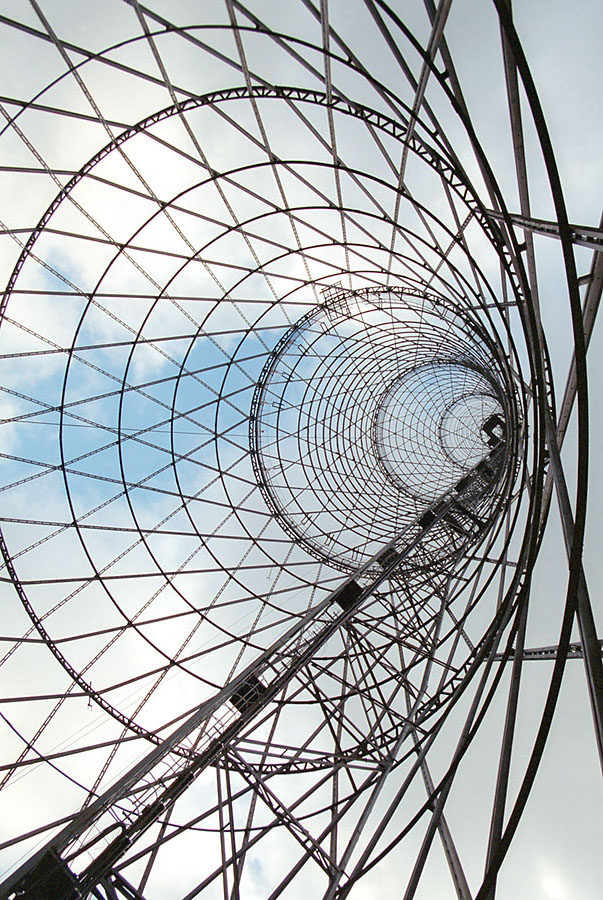
1922년 모스크바 슈호프 방송탑

구성주의 건축(構成主義 建築, 영어: constructivist architecture)는 소비에트 연방에서 1920년대부터 1930년대 초까지 번창한 구성주의 근대 건축 양식을 뜻한다. 추상과 간략화를 통해 근대 산업사회와 도시 공간을 반영하였으며 건축자재의 산업적 입체화를 위해 장식적인 양식을 거부하였다. 여러 경쟁 사조로 나뉜 구성주의 건축은 1932년에 쇠퇴하기 전까지 많은 프로젝트와 건축물을 남겼으며 건축의 발전에 영향을 미쳤다.

## 같이 보기
- 러시아 구성주의
- 블라디미르 타틀린
- 알렉산드르 롯첸코